# NGC 4054
NGC 4054 este o galaxie situată în constelația Ursa Mare. A fost descoperită în 17 aprilie 1789 de către William Herschel.